# حزب الاستقلال العربي (سوريا)
حزب الاستقلال العربي، هو حزب سياسي تشكل في دمشق يوم 5 فبراير 1919. فبعد انسحاب الدولة العثمانية، وجدت جمعية العربية الفتاة، أنه لا حاجة لبقائها جمعية سرية، ولذلك أعلنت عن وجودها، تحت اسم "حزب الاستقلال العربي"، ليكون من أنشط الأحزاب السياسية في عهد المملكة السورية العربية. ومع فتح باب العضوية، كسب الحزب شعبية في مختلف مناطق البلاد، وعرف أتباعه باسم "الاستقلاليون"، وقد شكلّوا أغلبية في المؤتمر السوري العام. يعتبر الحزب، الأساسي الأول الكتلة الوطنية، التي تشكلت عام 1928، بعد أن حظر الحزب عام 1920 بعد قيام الانتداب الفرنسي على سوريا، وأغلق مقره الرئيسي وهو النادي العربي في دمشق.